# Leucanopsis contempta
Leucanopsis contempta är en fjärilsart som beskrevs av Rothschild 1909. Leucanopsis contempta ingår i släktet Leucanopsis och familjen björnspinnare. Inga underarter finns listade i Catalogue of Life.